# Hofmark Oberpiebing
Die Hofmark Oberpiebing war eine Hofmark mit Sitz in Oberpiebing, heute ein Gemeindeteil von Salching im niederbayerischen Landkreis Straubing-Bogen.
Das 1558 und 1599 als Hofmark bezeichnete Oberpiebing war im Besitz der Rainer zu Rain, die 1560 ausstarben.  Die Erben waren die Leubelfinger.
Im Jahr 1599 gehörte die Hofmark Oberpiebing zum Unteramt Salching des Landgerichtes Straubing.